# Estación de Los Carabeos
Los Carabeos es una estación ferroviaria con parada facultativa situada en el municipio español de Valdeprado del Río, localidad de Arroyal de los Carabeos, comunidad autónoma de Cantabria. Forma parte de la red de ancho métrico de Adif, operada por Renfe Operadora a través de su división comercial Renfe Cercanías AM. Cuenta con servicios regionales de la línea R-4f, que une Léon con Bilbao. En 2021 la estación registró la entrada de 293 usuarios, correspondientes a los servicios regionales de Media Distancia.

## Situación ferroviaria
La estación se encuentra situada en el punto kilométrico 173,7 de la línea férrea de ancho métrico de La Robla y León a Bilbao (conocido como Ferrocarril de La Robla), entre las estaciones de Mataporquera y Montes Claros, a 954,65 metros de altitud. El kilometraje es el histórico, tomando la estación de La Robla como punto de partida. El tramo es de vía única y no está electrificado. Según Adif, la denominación oficial de la línea a la que pertenece la estación es la 08-790 (Asunción Universidad-Aranguren).

## Historia
La estación debe su nombre al extinto concejo de Los Carabeos, de la antigua Merindad de Campoo. La ceremonia de inauguración de la línea fue llevada a cabo el 11 de agosto de 1894 en esta estación a donde llegaron sendos convoyes procedentes de cada extremo del trayecto, y donde se dieron cita las autoridades civiles, militares y religiosas de las provincias afectadas. Las obras concluyeron definitivamente el 14 de septiembre de 1894 con la puesta en marcha del tramo Cistierna-Sotoscueva, no quedando La Robla y Bilbao finalmente unidas sin transbordo en Valmaseda hasta el 15 de diciembre de 1902. Forma parte de las estaciones originales de la línea.
Las obras y la explotación inicial de la concesión corrieron a cargo de la Sociedad del Ferrocarril Hullero de La Robla a Valmaseda, S.A. (que a partir de 1905 pasó a denominarse Ferrocarriles de La Robla, S.A.). En 1972, FEVE compró la compañía debido a la decadencia que padecía la línea, provocada por la falta de rentabilidad que sufrió la industria del carbón. Sin embargo, bajo el mandato de la empresa pública la explotación empeoró y la línea se cerró en 1991. Esta medida no fue bien aceptada por los vecinos de las zonas afectadas que pidieron su reapertura. A partir de 1993, la línea comenzó a prestar servicio por tramos. 
Mediante acuerdo de FEVE con la Junta de Castilla y León permitió abrir el tramo Guardo a Bercedo de Montija para el año 2001; el tramo Arija-Guardo (cerrado en 1991) fue abierto de nuevo al tráfico en 1998 para el transporte de carbón. Finalmente, el 19 de mayo de 2003, merced a un acuerdo con la Junta de Castilla y León, se reanudó el tráfico de viajeros entre León y Bilbao.
El 1 de enero de 2013, se disolvió la empresa Feve en un intento del gobierno por unificar vía ancha y estrecha, encomendándose la titularidad de las instalaciones ferroviarias a Adif y la explotación de los servicios ferroviarios a Renfe Operadora, distinguiéndose la división comercial de Renfe Cercanías AM para los servicios de pasajeros y de Renfe Mercancías para los servicios de mercancías.

## La estación
El edificio de viajeros se encuentra a la izquierda de las vías en kilometraje ascendente y presenta disposición lateral a las vías. Se trata una estructura con tejado a dos aguas en sentido longitudinal a la vía. Consta de dos alturas y cuatro vanos por costado y planta, siendo los de la inferior con arcos de medio punto y los de la superior con arcos escarzanos. Dispone de una marquesina en toda la extensión de su fachada principal. Tras la reapertura total de la línea en 2003, se recreció el andén por el costado de León para adaptarlo a los estándares de las nuevas circulaciones. En el costado de Bilbao y anexo al edificio de viajeros, hay una estructura con pilares de madera y tejadillo metálico, bajo la cual una serie de paneles informativos explican la historia de la línea y su paso por la Comunidad de Cantabria. La estación consta de un único andén lateral y dos vías, siendo la vía principal la más próxima al edificio de viajeros. Por el costado de Bilbao hay un paso a nivel sobre ambas vías en la carretera autonómica   CA-741 .

## Servicios ferroviarios

### Regionales
Los trenes regionales que realizan el recorrido León - Bilbao (línea R-4f) tienen parada en la estación. Su frecuencia es de 1 tren diario por sentido. En las estaciones en cursiva, la parada es discrecional, es decir, el tren se detiene si hay viajeros a bordo que quieran bajar o viajeros en la parada que manifiesten de forma inequívoca que quieren subir. Este sistema permite agilizar los tiempos de trayecto reduciendo paradas innecesarias.
Las conexiones ferroviarias entre Los Carabeos y el resto de estaciones de la línea, para los trayectos regionales, se efectúan exclusivamente con composiciones de la serie 2700
| Línea | Origen/Destino   | Paradas intermedias | Destino/Origen |
| ----- | ---------------- | --- | -------------- |
|       | Bilbao Concordia | Amézola · Basurto Hospital · Zorroza-Zorrozgoiti · Iráuregui · Zaramillo · Sodupe · Aranguren · Aranguren-Apeadero · Zalla · Valmaseda · Arla-Berrón · Ungo-Nava · Mercadillo-Villasana · Cadagua · Bercedo-Montija · Quintana · Espinosa de los Monteros · Redondo · Sotoscueva · Pedrosa · Dosante Cidad · Robredo Ahedo · Soncillo · Cabañas de Virtus · Arija · Llano · Las Rozas de Valdearroyo · Montes Claros · Los Carabeos · Mataporquera · Cillamayor · Salinas de Pisuerga · Vado-Cervera · Castrejón de la Peña · Villaverde-Tarilonte · Santibáñez de la Peña · Guardo-Apeadero · Guardo · La Espina · Valcuende · Puente Almuhey · Cerezal de la Guzpeña · Prado de la Guzpeña · La Llama de la Guzpeña · Valle de las Casas · Sorriba · Cistierna · La Ercina · Boñar · La Vecilla · Matallana · San Feliz · Asunción/Universidad · Ventas/San Mamés | León-Matallana |